# Charles Rogers (voile)
Pour les articles homonymes, voir Charles Rogers et Rogers.
Charles Rogers est un skipper américain né le 1er juin 1937 à National City (Californie).

## Carrière
Charles Rogers obtient une médaille de bronze dans la catégorie des Dragon des Jeux olympiques d'été de 1964 à Tokyo.